# Villa del Rosario (Córdoba)
Villa de Rosario è la città capoluogo del dipartimento Río Segundo, nella provincia di Córdoba in Argentina.
Dista 78 km dalla città capitale della provincia, Córdoba, e 648 km dalla capitale federale Buenos Aires.

## Amministrazione

### Gemellaggi
- Strambino